# José Artur Filardi
José Artur Filardi Leite (Barbacena, 1959) é um advogado, administrador de empresas e político brasileiro. Foi ministro das Comunicações entre abril e dezembro de 2010, sendo sucedido por Paulo Bernardo.

## Carreira
Formou-se em administração e contabilidade pelo Instituto Federal do Sudeste de Minas Gerais. Começou a vida profissional como bancário em sua cidade natal ainda nos anos 70, chegando a ocupar cargos públicos na administração do município.
Entre 2001 e 2004 foi secretário de Administração de Recursos Humanos e secretário de Governo da Prefeitura Municipal de Barbacena.
Em 2005 assumiu o cargo de assessor parlamentar no Senado Federal. Foi chefe de gabinete do ministro Hélio Costa de julho de 2005 até assumir o comando do Ministério, sendo substituído por Paulo Bernardo em 2011.